# HD 157753
HD 157753 è una stella gigante arancione di magnitudine 5,74 situata nella costellazione dell'Altare. Dista 312 anni luce dal sistema solare.

## Osservazione
Si tratta di una stella situata nell'emisfero celeste australe. La sua posizione è fortemente australe e ciò comporta che la stella sia osservabile prevalentemente dall'emisfero sud, dove si presenta circumpolare anche da gran parte delle regioni temperate; dall'emisfero nord la sua visibilità è invece limitata alle regioni temperate inferiori e alla fascia tropicale. La sua magnitudine pari a 5,7 la pone al limite della visibilità ad occhio nudo, pertanto per essere osservata senza l'ausilio di strumenti occorre un cielo limpido e possibilmente senza Luna.
Il periodo migliore per la sua osservazione nel cielo serale ricade nei mesi compresi fra maggio e settembre; nell'emisfero sud è visibile anche per gran parte della primavera, grazie alla declinazione boreale della stella, mentre nell'emisfero sud può essere osservata limitatamente durante i mesi estivi boreali.

## Sistema stellare
HD 157753 è un sistema multiplo formato da 3 componenti. La componente principale A è una stella di magnitudine 5,74. La componente B è di magnitudine 13,0, separata da 17,0 secondi d'arco da A e con angolo di posizione di 355 gradi. La componente C è di magnitudine 14,0, separata da 25,0 secondi d'arco da A e con angolo di posizione di 330 gradi.